# Knot of Stone

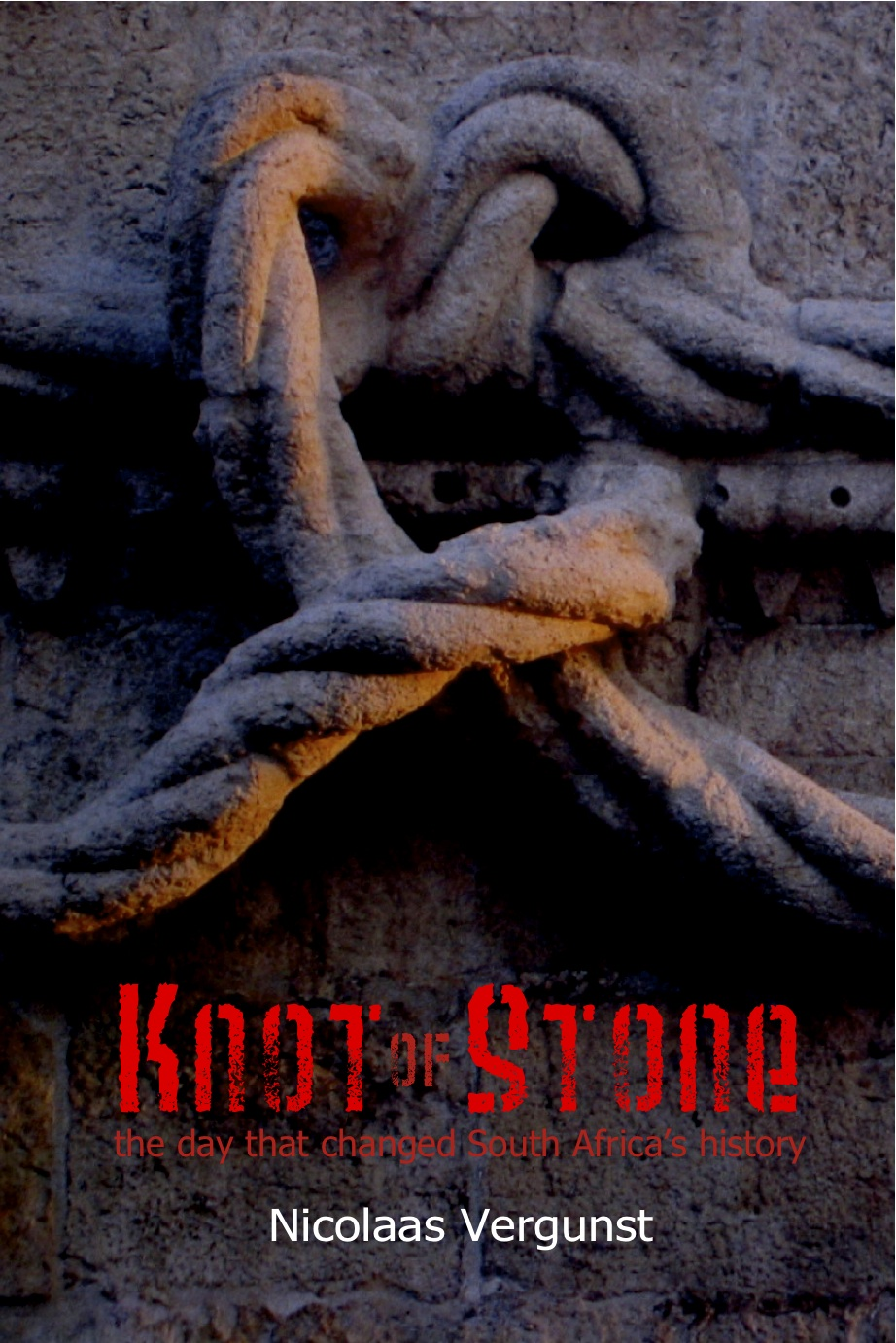
Knoop van Steen: de dag die Zuid-Afrika’s geschiedenis voorgoed heeft veranderd omslag. Foto José Gomes Ferreira.

Knot of Stone: the day that changed South Africa’s history is een roman van Nicolaas Vergunst, die in 2011 is uitgebracht in het Verenigd Koninkrijk en de Verenigde Staten door Arena Books.

## Beschrijving
Knot of Stone: the day that changed South Africa’s history (Knoop van Steen: de dag die Zuid-Afrika’s geschiedenis voorgoed heeft veranderd) gaat over de dood van Dom Francisco de Almeida, de onderkoning van Portugees-India. Deze werd in 1510 vermoord op het strand van het latere Kaapstad, toen hij op de terugweg was naar Lissabon. Zijn gewelddadige dood is altijd toegeschreven aan de lokale Khoikhoi. Vergunst komt tot een andere conclusie, waarbij hij zich baseert op nieuwe bronnen, methoden en begrippen.

De hoofdpersonen van Knot of Stone, de Nederlandse historicus Sonja Haas en de Zuid-Afrikaanse archeoloog Jason Tomas, proberen de waarheid te achterhalen als een eeuwenoud skelet aan de voet van Tafelberg wordt gevonden. Hun zoektocht leidt naar Europa langs oude graftombes, afgelegen sanctuariums, heilige bronnen, middeleeuwse kloosters en zeldzame museumobjecten. Langzamerhand slagen zij erin het verleden en hun eigen identiteit te reconstrueren. 
De auteur waagt zich buiten de gebaande paden van de geschiedenis met 
een gedurfde en unieke interpretatie van historische gebeurtenissen, waarbij eigen onderzoek en legendes met elkaar worden verweven en de diverse historische figuren tegen hun karmische achtergrond worden geplaatst. Knot of Stone richt zich vooral op de lezers die de boeken van o.a. Umberto Eco en Dan Brown weten te waarderen.

## Boekrecensies
- Joseph Nthini (Oktober 19, 2011). "Knot of Stone: a murder mystery, a sangoma and history rewritten", The South African.
- Paulo Figueiredo (Oktober 30, 2011). "Nó de Pedra o assassínio de Dom Francisco de Almeida", LUSA.
- Harrie Salman (September 2011). "Knot of Stone: the day that changed South Africa’s history", New View.
- Janet Williamson (November 2011). "Knot of Stone", Historical Novel Society.
- Rachel Willis (Januari 2012). "Revisiting the Past: ancestral voices and the karmic novel", Lightworker.
- Dave Kirby (Maart 1, 2012). On the Bookshelf.
- Don McMaster (Oktober 1, 2012). "Knot of Stone: not your ordinary mystery", Amazon.
- Robert Shell (Maart 2013). "The 500th+ anniversary of the D'Almeida killing", Quarterly Bulletin of the National Library of South Africa.